# Chaenorhinum
Chaenorhinum là một chi thực vật có hoa trong họ Plantaginaceae, trước đây được xếp trong họ Scrophulariaceae.
Chaenorhinum cùng Holzneria và Albraunia tạo thành nhánh / dòng dõi Chaenorhinum. Trước đây chúng được coi là nằm trong Linariinae.

## Phân bố
Các loài thuộc chi này là bản địa châu Âu kéo dài tới miền tây dãy núi Himalaya, nhưng đã du nhập vào Bắc Mỹ và Viễn Đông Nga.

## Các loài
Danh sách loài lấy theo The Plant List và Plants of the World Online.
- Chaenorhinum sect. Chaenorhinum
  - Chaenorhinum cryptarum (Boiss. & Hausskn.) P.H.Davis, 1978
  - Chaenorhinum flexuosum (Desf.) Lange, 1870
  - Chaenorhinum foroughii Speta, 1980
  - Chaenorhinum gamezii Güemes, F.Marchal, E.Carrió & Blasco, 2014[7]
  - Chaenorhinum glareosum (Boiss.) Willk., 1886[2]
  - Chaenorhinum grandiflorum (Coss.) Willk., 1893
  - Chaenorhinum grossecostatum Speta, 1980
  - Chaenorhinum huber-morathii P.H.Davis, 1978
  - Chaenorhinum johnstonii (Stapf) Pennell, 1943
  - Chaenorhinum macropodum (Boiss. & Reut.) Lange, 1870
  - Chaenorhinum origanifolium (L.) Fourr., 1869
  - Chaenorhinum reticulatum Speta, 1980
  - Chaenorhinum robustum Loscos, 1876
  - Chaenorhinum rubrifolium (Robert & Castagne ex DC.) Fourr., 1869
  - Chaenorhinum rupestre (Guss.) Speta, 1980
  - Chaenorhinum semiglabrum (Loidi & A.Galán) Alejandre, Arizal. & J.Benito, 1999
  - Chaenorhinum semispeluncarum Yildirim, Kit Tan, Senol & Pirhan, 2010[8]
  - Chaenorhinum serpyllifolium (Lange) Lange, 1870
  - Chaenorhinum suttonii Benedí & P.Monts., 1991
  - Chaenorhinum tenellum (Cav.) Lange, 1870
  - Chaenorhinum tuberculatum Speta, 1980
  - Chaenorhinum villosum (L.) Lange, 1870
  - Chaenorhinum yildirimlii Kit Tan, Yildirim, Senol & Pirhan, 2010[8]
- Chaenorhinum sect. Hueblia
  - Chaenorhinum calycinum (Banks & Sol.) P.H.Davis, 1978
- Chaenorhinum sect. Microrrhinum
  - Chaenorhinum litorale (Bernh. ex Willd.) Rouy, 1882
  - Chaenorhinum minus (L.) Lange, 1870